# Thibang Phete
Thibang Sindile Theophilus Phete (Kimberley, 4 aprile 1994) è un calciatore sudafricano, centrocampista del Vestri.

## Caratteristiche tecniche
È un centrocampista centrale.

## Carriera

### Club
Ha esordito fra i professionisti il 28 novembre 2015 con la maglia del Vitória Guimarães nel match vinto 2-1 contro il Boavista.

### Nazionale
Nel 2020 ha esordito in nazionale.

## Statistiche

### Presenze e reti nei club
Statistiche aggiornate al 9 agosto 2019.
| Stagione                   | Squadra                    | Campionato                 | Campionato | Campionato | Coppe nazionali | Coppe nazionali | Coppe nazionali | Coppe continentali | Coppe continentali | Coppe continentali | Altre coppe | Altre coppe | Altre coppe | Totale | Totale | Totale |
| Stagione                   | Squadra                    | Comp                       | Pres       | Reti       | Comp            | Pres            | Reti            | Comp               | Pres               | Reti               | Comp        | Pres        | Reti        | Pres   | Reti   |        |
| -------------------------- | -------------------------- | -------------------------- | ---------- | ---------- | --------------- | --------------- | --------------- | ------------------ | ------------------ | ------------------ | ----------- | ----------- | ----------- | ------ | ------ | ------ |
| 2013-2014                  | Milano United              | 1D                         | 5          | 0          |                 | -               | -               |                    | -                  | -                  |             | -           | -           | 5      | 0      |        |
| 2014-2015                  | Tourizense                 | 3D                         | 15         | 0          | TP+TL           | 0               | 0               |                    | -                  | -                  |             | -           | -           | 15     | 0      |        |
| 2015-2016                  | Vitória Guimarães          | PL                         | 11         | 0          | TP+TL           | 0               | 0               |                    | -                  | -                  |             | -           | -           | 11     | 0      |        |
| 2015-2016                  | Vitória Guimarães B        | SL                         | 12         | 0          |                 | -               | -               |                    | -                  | -                  |             | -           | -           | 12     | 0      |        |
| 2016-2017                  | Vitória Guimarães B        | SL                         | 8          | 0          |                 | -               | -               |                    | -                  | -                  |             | -           | -           | 8      | 0      |        |
| 2017-2018                  | Vitória Guimarães B        | SL                         | 21         | 0          |                 | -               | -               |                    | -                  | -                  |             | -           | -           | 21     | 0      |        |
| 2018-2019                  | Vitória Guimarães B        | SL                         | 26         | 0          |                 | -               | -               |                    | -                  | -                  |             | -           | -           | 26     | 0      |        |
| Totale Vitoria Guimaraes B | Totale Vitoria Guimaraes B | Totale Vitoria Guimaraes B | 67         | 0          |                 | -               | -               |                    | -                  | -                  |             | -           | -           | 67     | 0      |        |
| Totale carriera            | Totale carriera            | Totale carriera            | 98         | 0          |                 | 0               | 0               |                    | -                  | -                  |             | -           | -           | 98     | 0      |        |

### Cronologia presenze e reti in nazionale
| Cronologia completa delle presenze e delle reti in nazionale ― Sudafrica | Cronologia completa delle presenze e delle reti in nazionale ― Sudafrica | Cronologia completa delle presenze e delle reti in nazionale ― Sudafrica | Cronologia completa delle presenze e delle reti in nazionale ― Sudafrica | Cronologia completa delle presenze e delle reti in nazionale ― Sudafrica | Cronologia completa delle presenze e delle reti in nazionale ― Sudafrica | Cronologia completa delle presenze e delle reti in nazionale ― Sudafrica | Cronologia completa delle presenze e delle reti in nazionale ― Sudafrica |
| Data                                                                     | Città                                                                    | In casa                                                                  | Risultato                                                                | Ospiti                                                                   | Competizione                                                             | Reti                                                                     | Note                                                                     |
| ------------------------------------------------------------------------ | ------------------------------------------------------------------------ | ------------------------------------------------------------------------ | ------------------------------------------------------------------------ | ------------------------------------------------------------------------ | ------------------------------------------------------------------------ | ------------------------------------------------------------------------ | ------------------------------------------------------------------------ |
| 8-10-2020                                                                | Città del Capo                                                           | Sudafrica                                                                | 1 – 1                                                                    | Namibia                                                                  | Amichevole                                                               | -                                                                        | 73’                                                                      |
| 11-11-2022                                                               | Johannesburg                                                             | Sudafrica                                                                | 1 – 0                                                                    | Zimbabwe                                                                 | Qual. Mondiali 2022                                                      | -                                                                        | 63’                                                                      |
| 14-11-2022                                                               | Cape Coast                                                               | Ghana                                                                    | 1 – 0                                                                    | Sudafrica                                                                | Qual. Mondiali 2022                                                      | -                                                                        | 86’                                                                      |
| 9-6-2022                                                                 | Rabat                                                                    | Marocco                                                                  | 2 – 1                                                                    | Sudafrica                                                                | Qual. Coppa d'Africa 2023                                                | -                                                                        |                                                                          |
| Totale                                                                   |                                                                          | Presenze                                                                 | 4                                                                        |                                                                          | Reti                                                                     | 0                                                                        |                                                                          |